# Bataille de Kerbala (2003)
Pour la bataille de 680, voir Bataille de Kerbala.
Guerre d'Irak
La bataille de Kerbala oppose les forces de la Coalition (Américains) aux forces irakiennes (principalement composées de Fedayin) à Kerbala du 31 mars 2003 au 6 avril 2003, dans le cadre de l'opération Liberté irakienne. C'est une victoire américaine décisive, puisqu'elle permet aux forces américaines de lancer leur assaut final sur Bagdad qui se déroulera en avril.

## Contexte historique
Après les victoires successives de la Coalition dans le Sud irakien, les troupes américaines progressent sur le territoire irakien et se rapprochent de la capitale, Bagdad. Kerbala est une ville stratégique de l'Irak, se trouvant à 100 kilomètres au sud-ouest de cette dernière et se situant sur l'axe majeur reliant Bagdad aux provinces.
La victoire décisive des forces américano-britanniques à Nadjaf permet à celles-ci d'avancer sur Kerbala. La 3e division d'infanterie US, soutenue par la 101e division aéroportée et la 1re division blindée, reçoit l'ordre de prendre d'assaut la ville.

## Déroulement de la bataille
Kerbala est le théâtre d'intenses combats urbains durant une semaine, du 31 mars au 6 avril. 
À partir de cette date, la ville est déclarée entièrement sous contrôle de la Coalition. La Garde républicaine tente une contre-attaque contre les troupes américaines dans la nuit du 2 avril au 3 avril, employant des lance-roquettes multiples et des chars d'assaut T-72. Le lendemain matin, l'aviation de la Coalition réplique, détruisant de nombreux véhicules et causant de lourdes pertes dans les rangs irakiens : on les estime entre 230  et   300 tués.

## Conséquences
La prise de Kerbala fait sauter le dernier verrou bloquant la route de Bagdad, ouvrant l'accès à la capitale irakienne. L'assaut final sur la capitale, débuté le 4 avril, causera la chute du gouvernement baasiste.